# Vaginale geslachtsgemeenschap
Vaginale geslachtsgemeenschap (Latijn coïtus, ook copulatie, neuken, penis-in-vagina-seks (PIV), verouderd bijslaap) is een seksuele handeling tussen twee mensen waarbij een penis in erectie een vagina penetreert.
Vaginale geslachtsgemeenschap wordt voorafgegaan door een fase van seksuele opwinding dat de partners seksueel prikkelt en daardoor hun lichaam voorbereidt: de penis wordt stijf en produceert voorvocht en in de vagina ontstaat vaginale afscheiding. Dit maakt dat de penis gemakkelijk in de vagina kan worden ingebracht. Gedurende de geslachtsgemeenschap wordt de penis naar voren en achteren bewogen, het zogenaamde penetreren. De man wordt zo steeds verder gestimuleerd en zal mogelijk tot een orgasme kunnen komen en ejaculeren.

## Bevruchting
Bij ejaculatie wordt het sperma in de vagina gespoten. Het sperma vindt een weg via de vagina en baarmoederhals naar de baarmoeder of eileider voor het bevruchten van de eicel met als mogelijk gevolg een zwangerschap. Mensen kunnen een bevruchting voorkomen door verschillende vormen van anticonceptie.
Ongeacht het gebruik van voorbehoedsmiddelen leidt niet elke geslachtsgemeenschap tot een bevruchting. Per copulatie is de kans ongeveer nul tot maximaal 30%, afhankelijk van de fase in de menstruatiecyclus waarin de vrouw op dat moment verkeert, omdat een onbevruchte eicel na de eisprong ongeveer een etmaal leeft, en de zaadcellen in het lichaam van de vrouw ongeveer drie dagen. Niet iedere bevruchte eicel leidt tot een zwangerschap; er zijn aanwijzingen dat bij de mens tot ca. 40-50% van alle bevruchte eicellen al in een zeer vroeg stadium (uren tot enige dagen) spontaan te gronde gaat. Bij een seksueel actief koppel in de vruchtbare leeftijd dat zonder anticonceptie geslachtsgemeenschap heeft zal na 1 jaar in 85% van de gevallen een zwangerschap zijn opgetreden. Dit kan ook onder normale omstandigheden dus langer duren.

## Posities

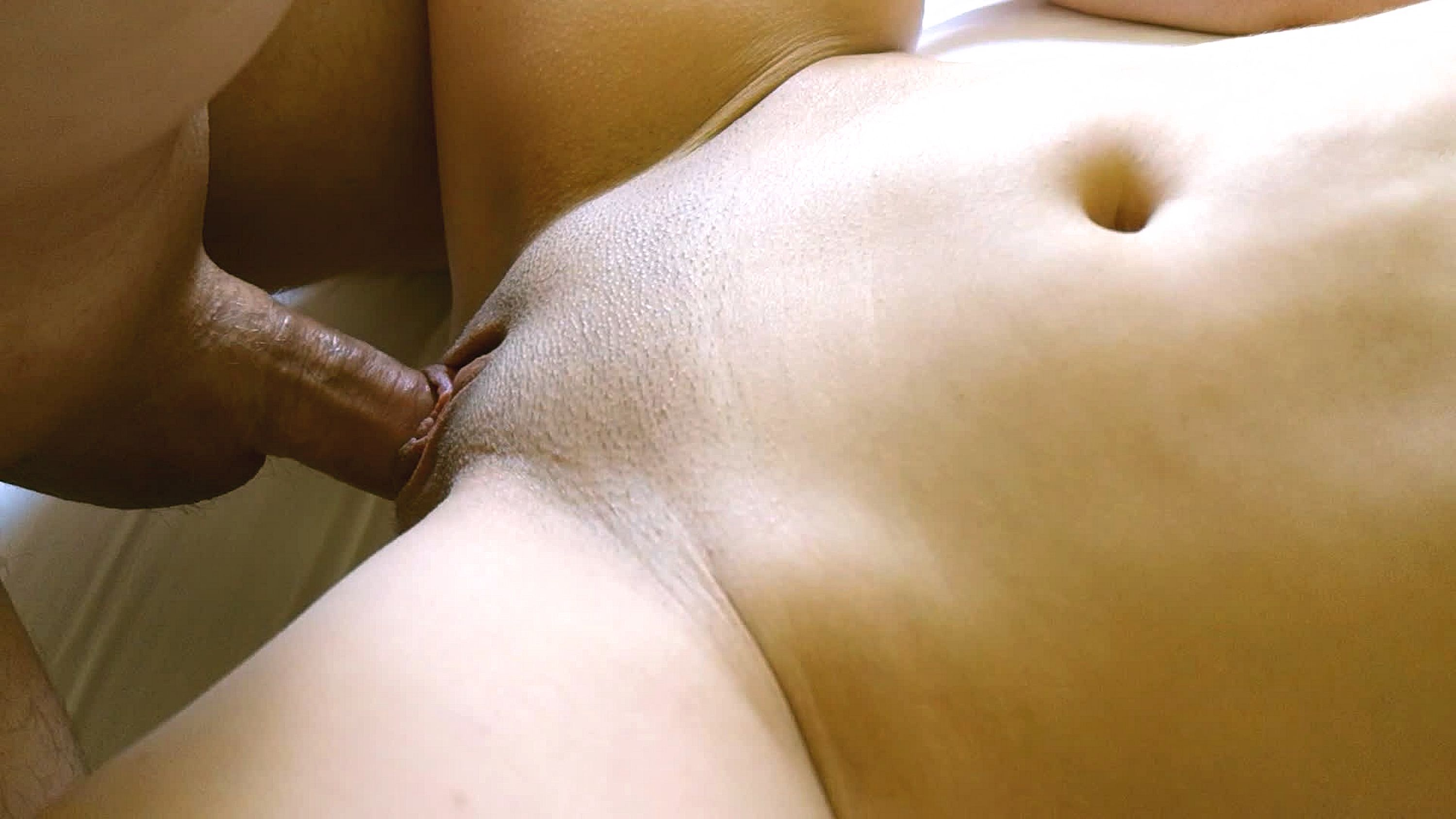
Vaginale geslachtsgemeenschap

Geslachtsgemeenschap kan worden bedreven in een grote variëteit van seksposities. Zowel de Kamasutra, het 19e-eeuwse literaire werk De figuris Veneris als de I Modi zet over seksuele houdingen het een en ander uiteen. Geslachtsgemeenschap en masturbatie zijn de twee meest voorkomende seksuele activiteiten onder mensen.

## Vrouwelijk orgasme
Ook een vrouw kan tijdens de penetratie een orgasme krijgen. Het is eerder uitzondering dan regel dat de vrouw door penetratie alléén voldoende wordt gestimuleerd om ook klaar te komen. De verschillende posities waarin de geslachtsgemeenschap kan worden bedreven bieden verschillende stimuleringen voor de vrouw, en het is mogelijk dat er posities zijn te vinden waarbij de vrouw ook tot een orgasme kan komen. Voor veel vrouwen echter is een stimulatie anderszins bijvoorbeeld door aanraking van de clitoris met de mond of met de hand noodzakelijk om tot een orgasme te komen.

## Taal
Zoals voor alle termen die met de seksualiteit te maken hebben, zijn ook voor geslachtsgemeenschap vele alternatieve woorden. Er bestaan vele verschillende, meer of minder pejoratieve Nederlandse synoniemen voor het woord geslachtsgemeenschap.

## Trivia
- Het kan voorkomen dat de penis na penetratie nog dikker wordt en niet meer verwijderd kan worden (penis captivus). Bij mensen is dat zeldzaam, bij honden is het tamelijk gewoon. Als de sterkere hond gaat lopen, zal hij de andere achteruit voortslepen – totdat ze weer losraken.